# Frederik Schumann
Frederik Schumann (* 15. November 2002 in Kirchheim unter Teck) ist ein deutscher Fußballspieler.

## Karriere

### Verein
Der TSV Oberlenningen war in der Jugend die erste Station von Schumann, bevor er sich im Alter von vier Jahren dem VfL Kirchheim/Teck anschloss. Zwei Jahre später ging er zur Jugend der Stuttgarter Kickers. 2014 wechselte Schumann zum VfB Stuttgart. Nach der A-Jugend spielte er ab 2021 in der Oberliga Baden-Württemberg zunächst eine Saison für den SSV Reutlingen 05 und dann zwei Spielzeiten beim 1. Göppinger SV. 2024 kehrte er zum VfB Stuttgart zurück und unterschrieb bei der zweiten Mannschaft, die zuvor in die 3. Profi-Liga aufgestiegen war.
Sein Debüt für den VfB II gab Schumann am 3. August 2024 gegen Hansa Rostock beim Drittliga-Auftakt am 1. Spieltag der Saison 2024/25. Nach einem Jahr verließ er den Verein wieder.

### Nationalmannschaft
Für die deutsche U15-Nationalmannschaft debütierte Schumann am 6. Mai 2017 gegen die Niederlande. Später absolvierte er auch U16- und U17-Länderspiele.